# Пушкин, Александр Александрович (1942)
Алекса́ндр Алекса́ндрович Пу́шкин (фр. Alexandre Pouchkine, род. 10 сентября 1942, Брюссель, Бельгия) — российский меценат и общественный деятель, председатель Союза русских дворян Бельгии, сопредседатель Международного благотворительного фонда им. А. С. Пушкина, праправнук Александра Сергеевича Пушкина, последний прямой потомок поэта по мужской линии.

## Биография
Получил высшее образование по специальности «инженер-электронщик».
В 1970—1997 гг. работал в компании «Алкатель».
Придерживается антикоммунистических взглядов. До распада СССР не приезжал в Россию; впервые посетил Россию в 1994 году.
Председатель Союза русских дворян Бельгии.
С 1999 года — сопредседатель Международного благотворительного фонда им. А. С. Пушкина (Бельгия).
20 сентября 2005 года получил российское гражданство.

## Семья
Супруга Мария-Мадлен Дурново (род. в 1943 г. во Франции) приходится ему троюродной племянницей: как правнучка Марии Александровны Пушкиной, дочери сына А. С. Пушкина, Александра Александровича, вышедшей замуж за Николая Быкова — сына Елизаветы Гоголь, сестры Н. В. Гоголя. Возглавляет Международный фонд А. С. Пушкина, избиралась главным казначеем ассоциации «Женщины Европы».
Детей в браке нет.

## Общественная деятельность
Вместе с супругой он активно участвует в благотворительных акциях в поддержку больных детей и инвалидов в России.
Активно занимается популяризацией в России и за рубежом творчества А. С. Пушкина: организует театральные постановки по его произведениям, участвует в посвящённых ему международных конференциях.
Был почётным гостем юбилейных торжеств, посвящённых 200-летию А. С. Пушкина и 300-летию Санкт-Петербурга. Он принял активное участие в проводившихся в Бельгии мероприятиях, посвящённых 60-летию Победы в Великой Отечественной войне.

## Награды
- Медаль Пушкина (4 ноября 2010 года) — за большой вклад в развитие культурных связей с Российской Федерацией, сохранение и популяризацию русского языка и русской культуры за рубежом[4]
- Медаль «В память 300-летия Санкт-Петербурга»
- Нагрудный знак МИД России «За вклад в международное сотрудничество» (2012 год)[5]
- Нагрудный знак Правительственной комиссии по делам соотечественников за рубежом «Почётный знак соотечественника» в номинации «Культура» (2008 год)[6]
- Почётный знак Правительственной комиссии по делам соотечественников за рубежом в номинации «Благотворительность» (2016)[7].
- Премия «Петрополь» (2006 год).